# Hemidactylus matschiei
Hemidactylus matschiei är en ödleart som beskrevs av  Gustav Tornier 1901. Hemidactylus matschiei ingår i släktet Hemidactylus och familjen geckoödlor. Inga underarter finns listade i Catalogue of Life.